# Distrito de Catahuasi
El distrito de Catahuasi es uno de los treinta y tres que conforman la provincia de Yauyos, ubicada en el departamento de Lima, en el Perú.  Administrativamente se halla en la circunscripción del Gobierno Regional de Lima.

## Historia
El distrito fue creado mediante Ley N° 24524 del 6 de junio de 1986, en el gobierno del Presidente Alan García.
Es conocido por albergar el santuario del Señor de la Ascensión de Cachuy en la localidad homónima, un lugar de peregrinación a la imagen de un Cristo crucificado y cuya celebración en su honor se realiza en mayo de cada año, siendo organizada por la Iglesia católica en Perú.

## Geografía
Tiene una superficie de 123,86 km².

## Autoridades

### Municipales
- 2023 - 2026 
  - Alcalde : Jose Carlos Ascencio

Partido ( la cholita)
- 2019 - 2022
  - Alcalde: Freddy Mario Espinosa Ascencio, Movimiento Fuerza Regional (FR).
- 2015 - 2018[3]
  - Alcalde: Eduardo Justiniano Sanabria Quispe, Partido Alianza para el Progreso (APP).
  - Regidores: Nehemías Isai Ascencio Ascencio (APP), Grimaldo Roberto Quilca Valerio (APP), Reguberto Gutiérrez Cullanco (APP), América Clorinda Huari Reyna (APP), José Carlos Ascencio Tadeo (Patria Joven).
- 2011 - 2014[4]
  - Alcalde: Melecio Abrahan Ascencio Quispe, Partido Fuerza 2011 (K).
  - Regidores: Luis Alberto Vivas Chinchay (K), Nehemías Isai Ascencio Ascencio (K), Manuel Ernesto Peña Benites (K), Julián Prado Melgarejo Castro (K), Leonor Huari Ramírez (K), Leonor Huari Ramírez (Patria Joven).
- 2007 - 2010
  - Alcalde: Josías Sergio Luciani Mateo, Movimiento Concertación para el Desarrollo Regional.
- 2003 - 2006[5]
  - Alcalde: Hernando León Clemente de la Cruz, Alianza electoral Vamos Vecino.
- 1999 - 2002
  - Alcalde: Hernando León Clemente de la Cruz,, Movimiento independiente Vamos Vecino.
- 1996 - 1998
  - Alcalde: Hernando León Clemente de la Cruz, Lista independiente N° 11 Nueva imagen distrital de Catahuasi.
- 1993 - 1995
  - Alcalde: Marcelino Ángeles Guerrero, Lista independiente Reconstrucción Yauyina.
- 1991 - 1992
  - Alcalde: César Henry Candela Lévano, Lista independiente N° 11 Popular Independiente de Catahuasi.
- 1987 - 1989
  - Alcalde: Nelson Efraín Melgarejo Luyo, Partido Aprista Peruano.

### Policiales
- Comisaría de Catahuasi
  - Comisario: Teniente PNP. Josué Rubén Alexandro ROSALES ESPINOZA

### Religiosas
- Prelatura de Yauyos[6]
  - Obispo Prelado: Mons. Ricardo García García.[7]
- Parroquia Santa María[8]
  - Párroco: Pbro.  .
  - Administradora Parroquial: Rvda. Madre. INGRID MJVV.

## Educación

### Instituciones educativas
- I.E.I - 424- CATAHUASI
- I.E - 20741- CATAHUASI